# Жанры прикладной журналистики
 Жанры прикладной журналистики (По А.В. Колесниченко)* — это устойчивые формы подачи информации, с помощью которых журналист может реализовать свою авторскую идею. Для этого ему не приходится постоянно выдумывать способ подачи материала. 
Определенная форма помогает сориентироваться как автору произведения, так и его читателю. Журналист понимает как и что ему преподносить в СМИ, т.к. того требует жанр, ограничивая вольность мыслей писателя своими "рамками". Читатель же идентифицирует жанр и понимает, какая информация содержится в произведении.

### Жанрообразующие признаки
- Предмет — ответ на вопрос: "Что отображается?"
- Метод — ответ на вопрос: "Как отображается?"
- Функция — ответ на вопрос "С какой целью?"

Единой классификации жанров нет. Есть западная классификация: событийные и комментарийные. В России же жанры делят более на:рациональную публицистику, эмоциональную публицистику и новостные жанры.

### Характеристики жанров журналистики
1. Новостные жанры:
- Предмет — событие;
- Метод — поиск информации с помощью шести вопросов: Кто? Что? Где? Когда? Почему? Каким образом?;
- Функция — дать объективный рассказ о событии.

2. Жанры рациональной публицистики:
- Предмет — связь события с другими событиями;
- Метод — логический анализ;
- Функция —  вставление известного события в контекст.

3. Жанры эмоциональной публицистики:
- Предмет — Человек за событием;
- Метод — описание людей в драматических ситуациях;
- Функция —  вызвать реакцию у читателей, спровоцировать на эмоции.

При выборе жанра журналисту необходимо определиться, что именно ему надо показать читателю, на чем сфокусировать внимание. От предмета зависит то, каким будет итоговый материал, ведь одно и то же явление и событие будет представлено по-разному в зависимости от того, что выходит на первый план.

### Новостные жанры
- Короткая новость— небольшое сообщение объемом 10-20 строк, содержащее ответы на шесть основных вопросов;
- Расширенная новость— объемное сообщение, содержащее помимо сути события деталь (подробный рассказ о нем), а также бэкграунд (дополнительную информацию);
- "Песочные часы"— сочетание прямой и перевернутой пирамид, когда в первую очередь сообщается о самом важном, а затем идет речь о случившемся в хронологическом порядке;
- Информационное интервью—  интервью с участником или очевидцем события.

### Жанры рациональной публицистики
- Ньюс-фиче— рассказ о тенденции, которую подметил журналист за единичными событиями;
- Комментарий— способ разъяснения и оценки уже известного события или явления;
- Аналитическая статья— это способ представления темы в виде тезиса и антитезиса с дальнейшим уточнением тезиса, при соблюдении объективности материала;
- Экспертное интервью— комментирование событий и явлений профессиональным экспертом.

### Жанры эмоциональной публицистики
- Репортаж  — это рассказ с места событий, позволяющий достичь "эффекта присутствия";
- Фиче— это история, которая написана от третьего лица, дающая пережить случившееся событие или явление;
- Личностное интервью— это  способ раскрытия личности через его истории из жизни, высказывания, которые способствуют пониманию интервьюируемого;
- Портрет—  это  способ раскрытия личности через его поведение в обычных жизненных ситуациях.

Источник информации: Колесниченко А.В. Практическая журналистика. Учебное пособие. – М.: Изд-во Моск. ун-та, 2010.
В в своем учебном пособии Александр Васильевич разбирает аспекты журналистской деятельности, начиная с жанров прикладной журналистики и заканчивая работой издательства. Автор дает практические рекомендации по написанию отдельных  элементов статей, построению карьеры и работе в СМИ.   